# Emisja gamma
Emisja gamma – przemiana jądrowa, podczas której emitowane jest tylko promieniowanie gamma, a nie są emitowane inne cząstki. Przykładem takiej przemiany jest drugi etap opisanego niżej rozpadu kobaltu-60.
Najpierw 60Co przekształca się w 60Ni w wyniku przemiany beta:
{\displaystyle {}^{60}{\hbox{Co}}\;\to \;^{60}{\hbox{Ni*}}\;+\;e^{-}\;+\;{\overline {\nu }}_{e}.}
Powstałe jądro niklu jest wzbudzone, czyli ma energię większą od energii takiego jądra w stanie podstawowym. Po pewnym czasie jądro przechodzi do stanu podstawowego emitując dwa fotony o dużej energii (1,17 i 1,33 MeV), będące kwantami promieniowania gamma:
{\displaystyle {}^{60}{\hbox{Ni*}}\;\to \;^{60}{\hbox{Ni}}\;+\;{\gamma }_{1}+\;{\gamma }_{2}.}
Do emisji gamma dochodzi jeżeli energia wzbudzenia jądra atomowego jest mniejsza od energii wiązania ostatniego nukleonu. W przypadku gdy energia wzbudzenia jądra jest znacznie większa od energii wiązania ostatniego nukleonu, większość rozpadów jądra następuje poprzez emisję nukleonu (lub nukleonów).
Promieniowanie gamma towarzyszy prawie każdej przemianie jądrowej, ale przemiany te nie są określane jako przemiany gamma. 
Badając energie i kierunki (pędy) składników rozpadu można określić czy rozpad odbywa się jednoetapowo, czy jest to kilka następujących po sobie rozpadów.